# بسکو
بسکو (به لهستانی:  Besko) یک روستا در لهستان است که در گمینا بسکو واقع شده‌است. بسکو ۳٬۷۰۰ نفر جمعیت دارد.